# Octateuco

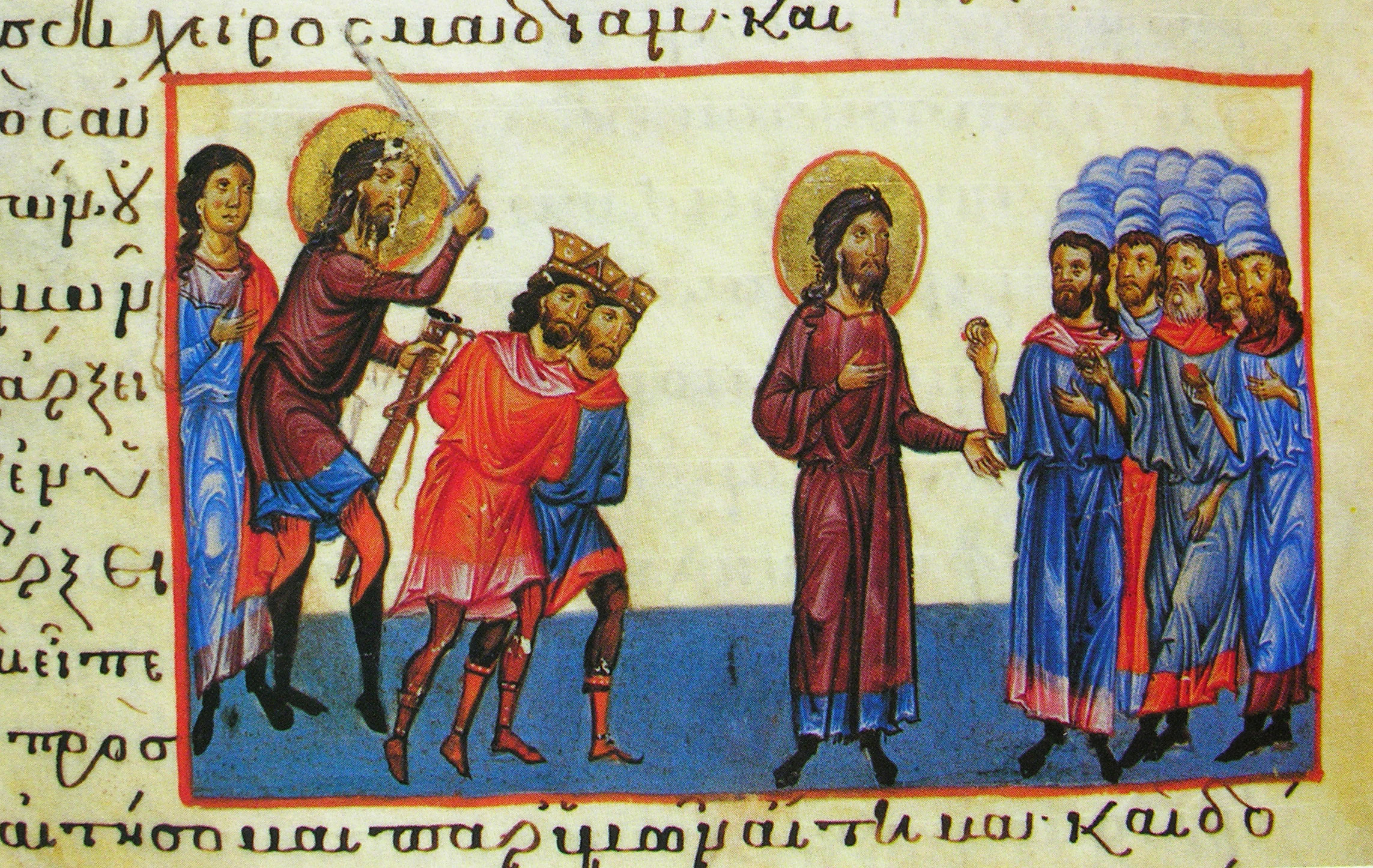
Codex Vatopedinus, 602

Octateuco (em grego clássico: ὀκτάτευχος; romaniz.: oktateuchos; lit.  "oito livros"  ou "oito recipientes"  ou "oito rolos") é um nome às vezes aplicado aos primeiros oito livros da Bíblia hebraica, compostos pelo Pentateuco: Gênesis, Êxodo, Levítico, Números e Deuteronômio, mais os livros de Josué, Juízes e Rute.
Também se costumam chamar os primeiros quatro livros de Tetrateuco — sendo classicamente os cinco primeiros livros ditos Pentateuco (ou Torá) — e os primeiros seis livros como o Hexateuco. O Eneateuco é o Heptateuco acrescido dos Livros de Samuel e dos Livros de Reis, cada par de livros contado como um, e não incluindo o Livro de Rute.
Na Tanakh, o termo não é utilizado, porque o livro de Rute encontra-se num momento e numa posição posteriores. A comunidade Beta Israel, porém, utiliza o Octateuco escrito em ge'ez, chamado de Orit, no lugar da Torá.

## Manuscritos
Nos séculos IX e X surgiram inúmeros manuscritos ditos "Octateuco" (ver lista de manuscritos da Septuaginta). Alguns Octateucos contêm abundantes ilustrações em cores. Consideram-se excelentes manuscritos:
- Codex Vatopedinus 602, fim do século XIII, Mosteiro de Vatopedi, Monte Atos.
- Esmirna A1, século XII;
- Laur. Plut. 5.38, Florença (sem min.);
- Topkapi Graecus 8, século XII, Istambul;
- Vaticanus Graecus 746, século XII, Roma;
- Vaticanus Graecus 747, século XII, Roma;

Outros escritos na língua grega, contendo oito partes, são também referidos como "Octateuco":
- Octateuco Clementino, século VIII, escrito canônico, por São Clemente I.

## Agrupamentos
Agrupamentos são formações de subconjuntos com alguma finalidade específica. Agrupamentos primários no contexto da Bíblia Sagrada são vários. Se se trata apenas da Bíblia hebraica, não-messiânica, ou é o Antigo Testamento parcial, ou são conjuntos canônicos de livros: pentateuco e similares em contagem. Quando se remete à Bíblia Sagrada cristã, têm-se (1) Antigo Testamento e Novo Testamento e (2) conjuntos canônicos similares ao pentateuco: evangelhos, cartas dos apóstolos, cartas de Paulo, cartas de Pedro, cartas de João etc.

## Literatura
- Teodoreto de Ciro: Perguntas sobre o Octateuco: Em Levítico, Números, Deuteronômio, Josué, Juízes e Rute. Traduzido por Robert C. Hill. Catholic University Of America Press, Washington, D.C., 2008, ISBN 0-8132-1500-5 (em inglês)
- Kurt Weitzmann, Masimo Bernabò: O Bizantino Octateuco. Monte Athos, Mosteiro de Vatopedi, Codex 602 Florença, Biblioteca Medicea Laurenziana, Codex Pluteus 5.38 de Istambul, palácio de topkapi Sarayi Library, Códice G I. 8 de Roma, a Biblioteca Apostólica Vaticana, Codex Vaticanus Graecus 746 e o Codex Vaticanus Graecus 747 Esmirna (Olim), Escola Evangélica Library, Códice A. 1., 2 volumes. Departamento de Arte e Arqueologia, da Universidade de Princeton, Princeton University Press, Princeton (Nova Jersey), 1999, ISBN 0-691-00722-5,  LCCN 98-42444